# Massageterne
Massageterne var et nomadisk folk bosat på de centralasiatiske stepper og øerne i floden Amu Darja.
Massageterne boede ved det nordøstlige af det kaspiske hav i det moderne Turkmenistan, vestlige Uzbekistan - og det sydlige af Kazakhstan.
Massageterne tilhørte Saka-folket, og var en del af den Skytiske kultur,